# Aneurhynchus longicornis
Aneurhynchus longicornis är en stekelart som beskrevs av Thomson 1858. Aneurhynchus longicornis ingår i släktet Aneurhynchus, och familjen hyllhornsteklar. Arten är reproducerande i Sverige.